# Дукельский, Владимир Юрьевич
Владимир Юрьевич Дукельский (10 сентября 1953, Москва, СССР) — российский историк, музеолог.
Известен как российский музеолог, эксперт благотворительных фондов, руководитель и координатор более 40 проектно-аналитических семинаров в области музейного и культурного менеджмента, культурного туризма, региональных стратегий развития сферы культуры, археолог, автор более чем 80 научных и научно-популярных статей по культурологии, музееведению, истории, топонимике.

## Биография
Родился в Москве в 1953 году в семье школьных учителей: мать — преподаватель истории в школе, отец — преподаватель биологии и химии. С детства увлекался археологией и участвовал в археологических экспедициях.
Закончил исторический факультет МГУ (кафедра археологии) и аспирантуру Российского института культурологии.
В 1994 году защитил диссертацию «Формирование историзма в музейном деле России в XIX—XX веках».
Работал в Государственном центральном музее современной истории России, Музее Москвы.
С 1991 года работает в Лаборатории музейного проектирования Российского института культурологии — практически с момента её основания. Участвовал в разработке концепций деятельности, модернизации и создания экспозиций «под ключ» в таких музеях как: Московский Кремль, Соловецкий музей-заповедник, музей-заповедник «Петергоф», Русский музей.
С 2007 года преподает в МВШСЭН.
С 2022 года декан факультета Управления социокультурными проектами МВШСЭН, консультант Лаборатории музейного проектирования (АНО «Музей будущего»).

### Дополнительное образование[источникне указан 418 дней]
- Актуальные проблемы стратегического менеджмента и управления проектами в социокультурной деятельности, 2019 г.
- «Новые перспективы и методы в исторической науке», РАНХиГС, 2019 г.
- «Психолого-педагогические условия повышения эффективности инклюзивного образования студентов с ограниченными возможностями здоровья», РАНХиГС, 2017 г.
- «Менеджмент в сфере социокультурных проектов», МПСУ, 2017 г.
- «Использование информационно-коммуникационных технологий при работе в электронной информационно-образовательной среде вуза», МГПУ, 2017 г.
- «Менеджмент в сфере культуры», РАНХиГС, 2017 г.

#### Семья
Жена — Зоя Евгеньевна Коптева, историк, дочь знаменитого музееведа и архитектора Евгения Абрамовича Розенблюма.
Дочь — Татьяна Владимировна Коптева.

## Международные проекты
Участвовал в международных проектах, реализуемых Лабораторией музейного проектирования:
— Германия / Раздел концепции экспозиции «Все о корове» (Детская академия г. Фульда, 1995), Выставка «Долгое эхо» (Берлин, 2002)
— Голландия / Российско-голландский образовательный проект против предрассудков и дискриминации «Возможно быть другим» (2000)
— Казахстан / Проектно-аналитический семинар «Музей в меняющемся мире» (Алматы, 2005)
— Финляндия / Концепция музеефикации мемориала Кухмо-Саунаярви (1996)
— Швейцария / Российско-швейцарская выставка «ГУЛАГ — мир зэков» (Женева, 2003).

## Проектная деятельность
В послесоветское время Владимир Дукельский был разработчиком множества региональных программ развития культуры. Он разработал собственный метод, который строился вокруг поиска некоей идеи, имманентной для данной местности даже при значительной замене состава жителей.
Участвовал в разработке региональных программ развития культуры: Архангельской, Ленинградской, Московской, Рязанской, Смоленской, Тверской областях.
Являлся соавтором проектов экспозиций и научных концепций модернизации музеев: Национальный музей республики Молдова, Государственный музей Республики Татарстан, Самарский краеведческий музей, Красноярский историко-культурный центр, Музейно-выставочный комплекс им. М. Т. Калашникова (Ижевск), Музей компании «Татнефть», Музейно-выставочный комплекс им. И. С. Шемановского (Салехард), Музей Черномырдина.
Был куратором выставочных проектов:
- Выставка-передвижка «Руки» (Детский открытый музей)[8],
- «Скажи мне, кто твой враг»[9] (при поддержке Фонда Фридриха Наумана),
- «Долгое эхо»,
- «До твоего рождения»,
- «Гулаг — мир зэков».

В 2017 году выступил научным консультантом проекта «Российско-Американский диалог Форт Росс: встреча в России» (28-30 мая 2017 года, г. Изборск).

## Педагогическая деятельность
Преподавал основы музейного проектирования студентам РГГУ, НИУ ВШЭ.
С 2007 года преподает в МВШСЭН на программах :
- Cultural management. Управление проектами;
- Менеджмент в сфере культуры;
- Менеджмент креативных проектов;
- Менеджмент культурного наследия.

Являлся одним из судей ежегодного Всероссийского конкурса исторических исследовательских работ старшеклассников «Человек в истории. Россия — XX век», входящего в сеть международных исторических конкурсов «Eustory».

## Научные интересы
Сферы научных интересов: теория музейного дела, историческое музееведение, проблемы регионалистики.
Специализируется на изучении проблем музейного проектирования и региональной культурной политики в сфере наследия (Северо-Западный, Центральный, Приволжский и Уральский федеральные округа).
Являлся экспертом конкурсов «Меняющийся в меняющемся мире», «Музеи русского Севера» и многих других.
Автор многочисленных научных публикаций в области культурной политики, новых технологий музейной деятельности, музейной коммуникации и проектирования, составитель и редактор сборников статей, посвященных актуальным направлениям развития музеев в России и за рубежом.

## Избранная библиография
- Культура и мировоззрение. — М., 1985. — Вып.11. — С. 37-42.
- Терминологические проблемы теории музейного предмета // Терминологические проблемы музееведения. — М., 1986. — С.27-35.
- Город как источник культуры // Культура города: Проблемы качества городской среды. — М., 1986. — С. 63-73.
- Музейные коллекции и предметный мир культуры // Некоторые проблемы исследования современной культуры. — М., 1987. — С. 26-34.
- Полифункциональность вещи как одна из основ её экспозиционного использования // Актуальные проблемы советского музееведения. — М., 1987. — С.68-75.
- Проблемы развития музееведения // Музееведение: Вопросы теории и методики. — М., 1987. — С.3-9.
- Музей и культурно-историческая среда // Музееведение: Проблемы культурной коммуникации в музейной деятельности. — М., 1989. — С.107-116.
- Музеография. История и перспективы // Концептуальные проблемы музейной энциклопедии. — М., 1990.
- Музейная коммуникация как предмет музееведческого исследования // Музейное дело: Музей-культура-общество. Вып.21. — М., 1992 (в соавторстве с М. Б. Гнедовским).
- В поисках музейной концепции истории // Музейная экспозиция. — М., 1997. Дукельский, В. Ю. Музей и коммуникация. Концепция развития Самарского областного музея имени П. В. Алабина. — Самара, 1998 (в соавторстве).
- Музеи в мире культурных проектов // Музеи. Маркетинг. Менеджмент. — М., 2001.
- От музейного учреждения к музейной фирме // Музеи. Маркетинг. Менеджмент. — М., 2001.
- Музейный туризм — панацея или соблазн? // Музей и туризм. —Петрозаводск, 2002.
- Культура возвращается домой // Культура на границах. — М., 2004.
- Культурный герой на распутье // 60 параллель. —2006. — N 1 (20).
- Чем больше музей делится информацией, тем он богаче. [Интервью] // Русский журнал. — 2006. — 18 мая.
- Музеи у себя дома // Отечественные записки. — 2006. — N 5.
- Конкурент или пешка в чужой игре? // Мир музея. — 2007. — N 7.
- Музеи и регион // Сборник научных статей. Составитель: Дукельский В. Ю., отв. редактор: Лебедев А. А. — М.: Российский институт культурологии Монография, 2011.
- Этнография ГУЛАГа // Мир музея, № 3, 2012.
- Культурный герой на распутье // В масштабах собственной жизни. Сургут, 2011.
- «Детская игрушка монументальных размеров» / Тезисы докладов VII фестиваля «Кремль — детям». Москва, 2012.
- «Главное — оставаться самим собой»/ Мир музея.- № 12.
- Выступление на круглом столе «Археография музейного предмета». РГГУ, Москва, 17 марта, 2012.
- Участие в круглом столе. Международный профессиональный форум «Культура в действии: маркетинг, партнёрства, экономика идей» 19-20.04Л2, Москва, 2012.
- Выступление на круглом столе «История протеста: формы, контексты, образы» в серии круглых столов «Культура протеста: язык, формы, символы». Международное общество «Мемориал». Москва, 2012.